# Лихвинцев, Павел Николаевич
Павел Николаевич Лихвинцев — русский рабочий-революционер начала XX века, большевик, секретарь исполкома Совета и военный комиссар города Ижевска.

## Биография
Родился в Калуге в 1895 году. Работал на металлургическом предприятии, формовщиком. С началом Первой мировой войны был призван в армию, но вскоре как обладатель ценной в условиях военного времени профессии направлен в Ижевск для работы на оборонных заводах.
В феврале 1917 года Лихвинцев возглавил выступление рабочих чугунолитейной мастерской и в числе других участников забастовки был арестован и направлен в Казань. После Февральской революции был освобожден и возвратился в Ижевск. Принял активное участие в политических событиях 1917—1918 гг. в Ижевске. Вступил в РСДРП(б). В ноябре 1917 года был избран депутатом городского Совета. Являлся членом, затем секретарем исполкома Совета и, наконец, военным комиссаром города.
В начале 1918 года был сопровождающим и ответственным за доставку 55 тысяч винтовок, отправленных с Ижевского завода для вооружения отрядов Красной гвардии в уральских городах.
8 августа 1918 года началось Ижевско-Воткинское восстание против большевиков. Как военный комиссар города Лихвинцев возглавил оборону Ижевска. После поражения большевиков в ночь на 9 августа Лихвинцев вернулся домой, где был арестован восставшими и заключен под стражу в главном заводском корпусе под башней. Спустя несколько дней был казнен восставшими.

## Память
- Постановлением Ревграждансовета от 13 декабря 1918 года Овчинников переулок в Ижевске, где жил Лихвинцев, был переименован в улицу Лихвинцева.
- Имя Лихвинцева высечено на бронзовой плите обелиска над братской могилой на Красной площади Ижевска.